# Lengyel konyhaművészet

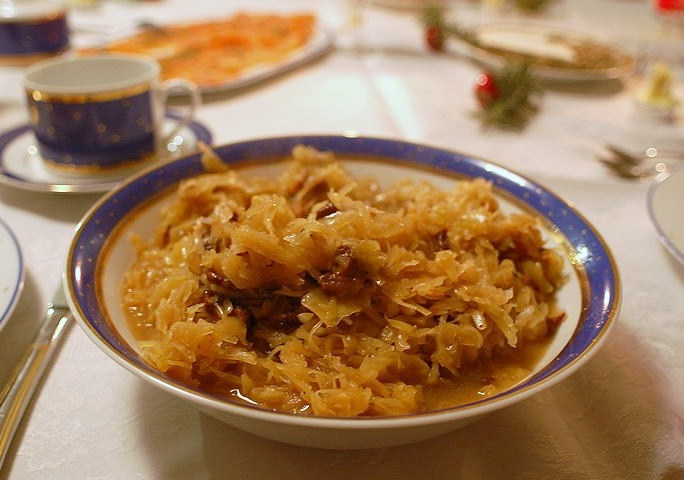
Tradicionális lengyel káposztás húsétel a bigos

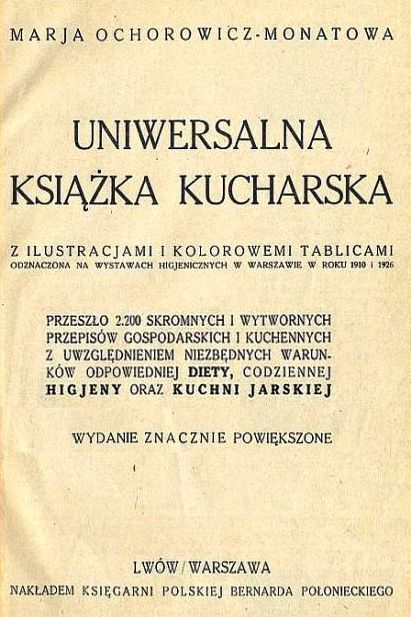
Maria Ochorowicz-Monatowa, Uniwersalna Książka Kucharska (általános szakácskönyv), Lviv 1926

A lengyel gasztronómiát és azon belül a lengyel konyhát (lengyelül: kuchnia polska) szláv és idegen kulináris hagyományok hatások keveréke alkotja. Mivel Lengyelország különböző régióinak és a környező területeknek a kulináris hagyományai elegyednek benne, nagy változatosságot mutat a felhasznált összetevőkben. Sok húst (főleg sertést), káposztát és fűszert használ, jellemzők rá a tészták és gombócok. Ez utóbbiból leghíresebb a derelye (pierogi avagy a lengyel pirog).
A többi szláv konyhához hasonlóan nagy szerepe van benne a kásáknak (kasza) és más gabonaféléknek, de nagy hatást gyakoroltak rá a török, német, magyar, zsidó, francia, olasz és gyarmati konyhák.
Általánosságban elmondható, hogy a lengyel konyhaművészet gazdag és kiadós. A lengyelek megadják a módját a fogások élvezetének, és néhány ételük elkészítése több napot vesz igénybe.
Reggelijük nem túl kiadós, azonban a tipikus ebéd általában legalább három fogásból áll. Levessel kezdődik, ilyen pl. a céklaleves (barszcz), a sziléziai kovászos savanyú leves (żurek) tejföllel vagy anélkül, vagy a különféle aludttejes, uborka- és céklalével készített hideg levesek tojásbetétekkel. De készítenek sör-, lencse- és sárgaborsóleveseket is füstölt hússal, illetve hal- és ráklevest. A levest étteremben általában a tejszínben, olajban vagy ecetben elkészített étvágygerjesztő lazac vagy hering követi. Népszerű étvágygerjesztők még a különféle aszpikos húsok, zöldségek és halak. A fő fogás lehet például a nemzeti ételnek számító édes-savanyú káposzta, kolbásszal és füstölt hússal (bigos, a magyar székelykáposzta rokona) vagy a rántott sertésborda-szelet (kotlet schabowy). Az étkezést gyakran zárja desszert, például fagylalt (lody), a mákos beigli (makowiec) vagy a drożdżówka, ami egy kelt tésztaféleség. A lengyel konyha specialitásai közé tartozik még a lehűtött répa- vagy gyümölcsleves, ami meleg időben fogyasztandó (chłodnik), a sertéslábszár zöldségekkel (golonka), a húsgombócok (kołduny), a lengyel marhatekercs (zrazy), a disznósajt (salceson) és a pacalleves (flaczki). Számos fogás tartalmaz túrót (twaróg). Vacsoránál általában hideg előétellel kezdenek. Gyakran fogyasztanak ebéd és vacsora végén teát.

## Története

### Középkor
A késő középkor folyamán a lengyel konyha igen nehéz és fűszeres volt. Az ételek két fő összetevője a hús (vadhús vagy marhahús) és valamilyen gabonaféle volt. Mivel Lengyelország területét sűrű erdőségek borították, gyakran használtak gombákat, erdei bogyókat és magvakat, mézet. Az Ázsiával való kiváló kereskedelmi kapcsolatoknak köszönhetően a fűszerek (pl. boróka, fekete bors vagy szerecsendió) ára jóval alacsonyabb volt, mint Európa többi részében, így elterjedtek a fűszeres szószok. Két alapmártást használtak, a jucha czerwona és a jucha szara mártást (jelentése: vörös, illetve fehér vér), ezek egészen a 18. századig széles körben ismertek voltak.
A legnépszerűbb ital a sör volt (beleértve az igen gyengén erjesztett árpanyákot, a podpiweket és a mézsört), ám a 16. században az uralkodó osztályok megkezdték a magyar és sziléziai borok behozatalát is. Ahogy a lepárolt szeszes italok népszerűvé váltak Európában, úgy terjedt el Lengyelországban a vodka, különösen a szegényebb néprétegek között.

### Reneszánsz
I. Zsigmond lengyel király második feleségének, az olasz Bona Sforzának köszönhetően 1518-ban tömegesen jöttek be az országba itáliai és franciaországbeli szakácsok. Bár a hazai zöldségek továbbra is fontos részét képezték az étkezéseknek, az új érában nagyobb szerepet kapott a fejes saláta, a póréhagyma, a zellerfélék és a káposzta. A póréhagymát, répaféléket és zellerféleségeket a mai napig włoszczyzna néven emlegetik a lengyelek (Olaszország lengyel neve: Włochy).

### ARzeczpospolita

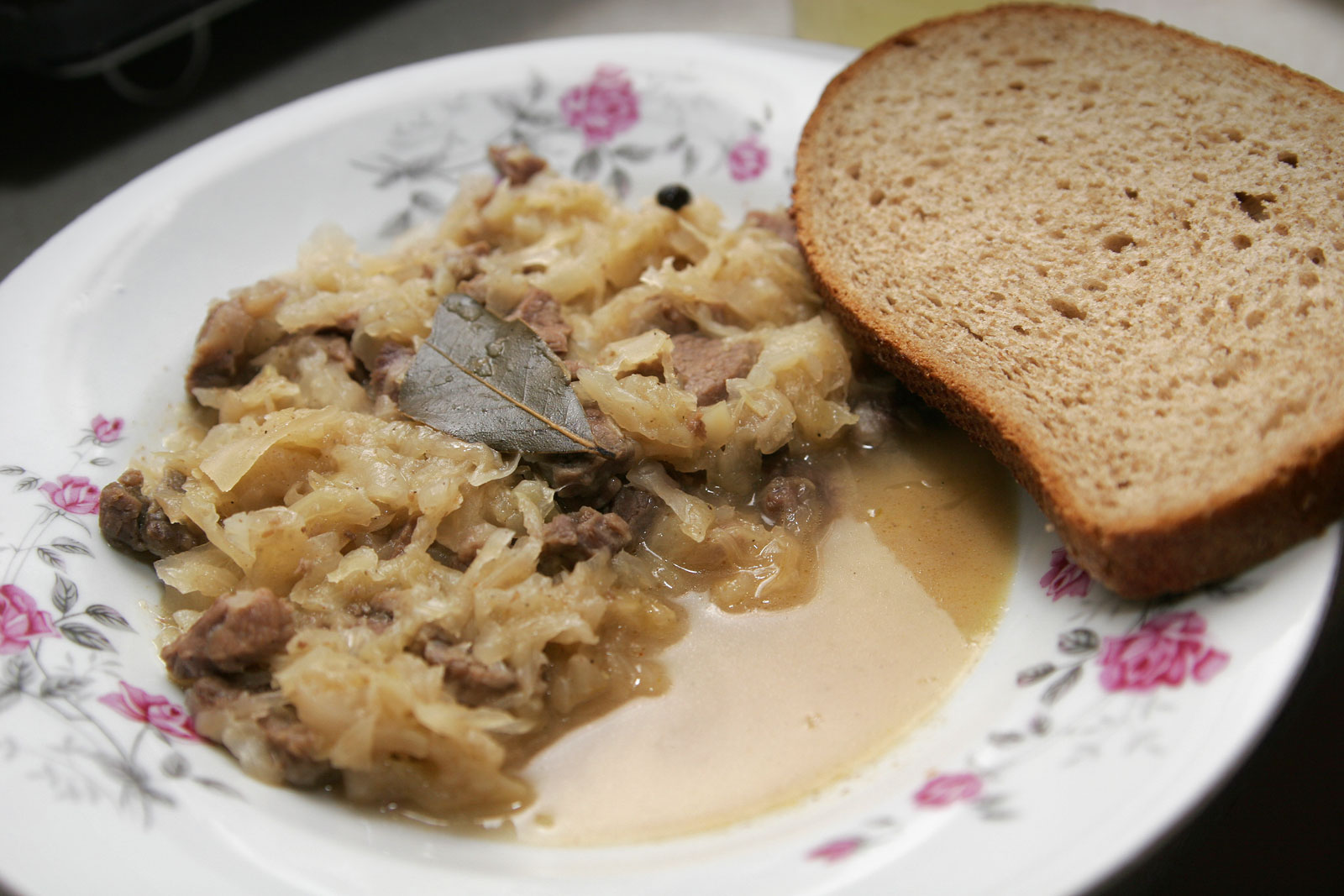
Bigos

Lengyelország felosztásáig egyike volt a világ legnagyobb kiterjedésű országainak, így több, eltérő kulináris hagyományokkal rendelkező területet foglalt magába. Ebben az időszakban a litván, török és a magyar konyha hatása volt leginkább érezhető. Lengyelország hanyatlása, és a gabonaválság következtében a hagyományosan használt gabonaféléket a burgonya kezdte felváltani. Az Oszmán Birodalommal vívott háborúk során a kávé is népszerűvé vált.

### A felosztott Lengyelország
A felosztott Lengyelország idejében a lengyel konyhaművészetre a környező hatalmak kulináris hagyományai hatottak leginkább, értve ez alatt az orosz, a német, de az Osztrák–Magyar Monarchia konyháját is. Az ország oroszok által uralt részén a tea váltotta fel az akkor népszerű kávé fogyasztását. A német befolyás alatt álló Nagy-Lengyelországban a májas kolbász (biała kiełbasa) hódított. Talán leginkább mégis a többnemzetiségű Monarchia hatása volt a legnagyobb, ami Galíciában egy közép-európai konyha kialakulásához vezetett.

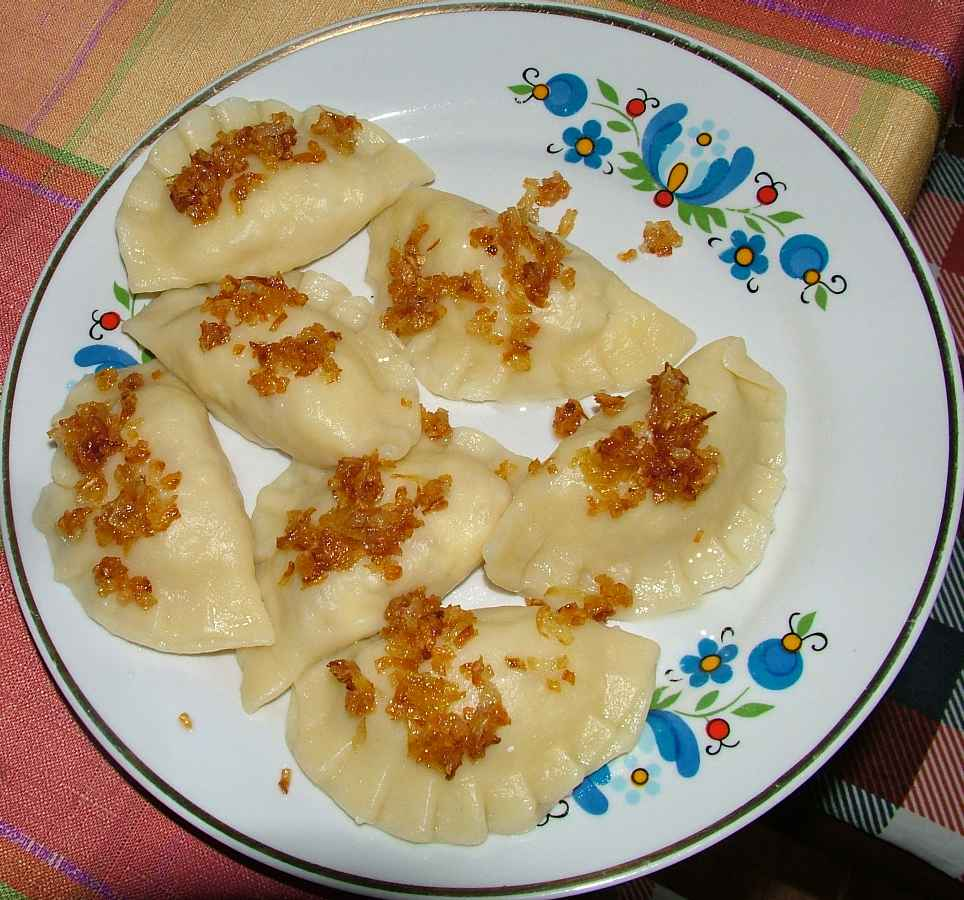
Pierogi

A 19. században jelent meg Lucyna Ćwierczakiewiczowa tollából az első lengyel nyelvű szakácskönyv, amely a szlachta (lengyel nemesség) 18. századi naplói alapján készült.

### A második világháború után
A második világháború befejeztével Lengyelország a szovjet érdekszférába került. Az éttermeket először államosították, majd többségében be is zárták. A kommunisták menzákkal és tejbárakkal (bar mleczny) akarták felváltani őket. Az a néhány vendéglő, ami túlélte a ’40-es és ’50-es évek bezárási hullámát, mind állami tulajdonba került, és magas árai miatt a lakosság nagy része számára elérhetetlenné vált. A menzákon általában olcsó ételeket szolgáltak fel, többféle levest, második fogásként pedig hússzeleteket (kotlett) burgonyával. A kotlet schabowy igen hasonló az osztrák bécsi szelethez.
Idővel a hiánygazdaság az alapélelmiszerek (hús, tojás, kávé, tea stb.) krónikus hiányához vezetett. Így a hagyományos lengyel ételeket fokozatosan felváltotta bármi, ami éppen hozzáférhető volt. A vendéglőkben újonnan felbukkant fogások közé tartozott a „tojáskotlett”, azaz tojásporból vagy darabokra vágott főtt tojásból és lisztből készült egyfajta „hamburger”. A hagyományos receptek a Wigilia (szentestei vacsora, vigília) idején kerültek elő, amikor a legtöbb családban a körülmények ellenére megpróbálták elkészíteni a 12 hagyományos fogást.

### Jelenkor
Az 1989-es rendszerváltás után újra éttermek nyílhattak Lengyelországban, és az alapélelmiszereket végre ismét be lehetett szerezni. Így a hagyományos lengyel konyha ételei visszatértek a mindennapi étkezésekbe és az éttermekbe is. Az éttermek és a szupermarketek divatba hoztak számos, más nemzet konyhájából ismert élelmiszert, köztük a tökféléket (Cucurbitaceae), a cukkinit és mindenfajta halat. A kommunista időkben ezek általában csak a tengerparti területeken voltak hozzáférhetők.
Az elmúlt években Lengyelországban is terjed a slow food mozgalom, és a hagyományos lengyel konyhaművészetnek szentelt TV-műsorok igen népszerűek.
Ugyanakkor gyorsan elterjedtek a különböző gyorséttermek, a McDonald’s és a KFC mellett a Pizza Hut és más pizza-láncok is igen népszerűek. Jellemzően a lengyelek egyéb öntetek helyett ketchuppel ízesítik a pizzát. Elterjedtek a kisebb gyorséttermek is, amikben a menühöz tartozik a zapiekanka (egyfajta melegszendvics gombásan, hússal, sajttal, ketchuppel), a knysza (pita hússal és sok káposztával), a hamburger, a hot dog és a kiełbasa. Nagyon sok helyen árulnak kebabot.

### Fontos alapanyagok
- kapusta kiszona – savanyú káposzta
- ogórek kiszony – sós savanyú uborka, a savanyú káposztához hasonlóan készítik
- kiełbasa – a lengyel kolbász, sokféle változatban
- śmietana – tejfölfajta

## Jellegzetes fogások

### Levesek

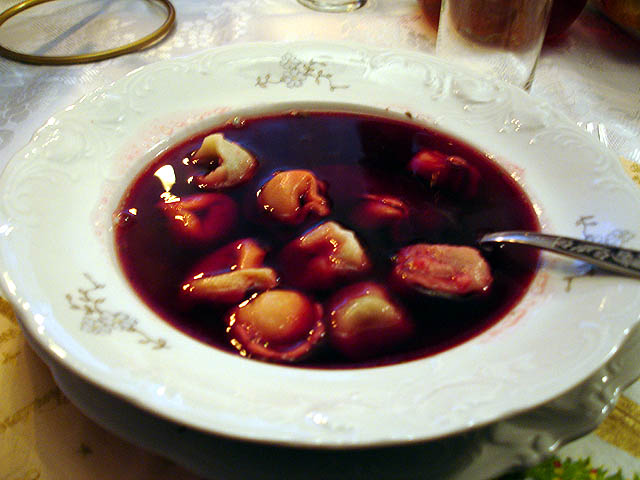
Barszcz

- barszcz – a szláv népeknél elterjedt céklaleves (borscs)
- chłodnik – aludttejből (esetleg kefirből vagy joghurtból) és céklából készült hideg leves. Kerülhet bele uborka, friss kapor és egyéb zöldségféle is.
- czernina – kacsavérből és zöldséges húsleves alapból készült leves, keserédes ízét a hozzáadott ecet és cukor adja
- flaki vagy flaczki – marhából vagy disznóból készült pacalleves, majoránnával
- krupnik - árpakása-leves
- rosół – csirkehúsleves
- zupa grzybowa – különböző gombákból készült gombaleves
- zupa ogórkowa – kovászos uborka-leves, gyakran sertéshússal
- zupa szczawiowa – sóskaleves
- żur – savanykás, rozsliszttel készült kovászos leves, májas kolbásszal és/vagy keménytojással
- żurek – a fentihez hasonló, de burgonyát, Lengyelország egyes részein gombát is adnak hozzá. Hívják staro wiejskinek is („régi falu”). A żureket aludttejjel vagy magában tálalják.
- grochówka – szárítottborsó-leves
- kapuśniak – savanyú káposztaleves
- pomidorowa – paradicsomleves

### Főételek

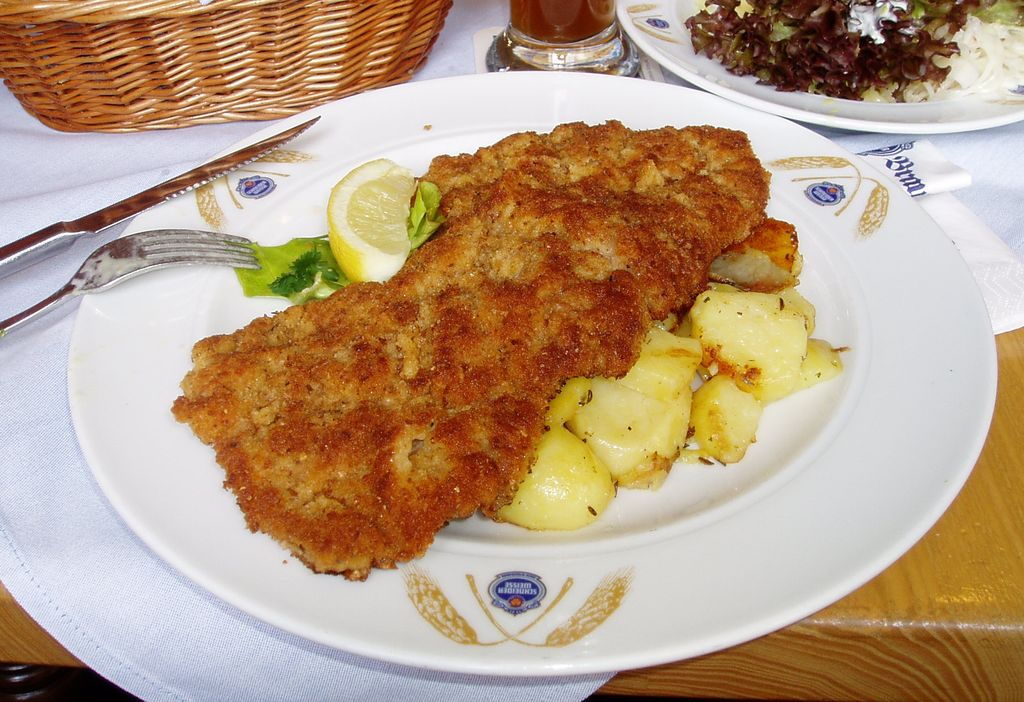
Kotlet Schabowy

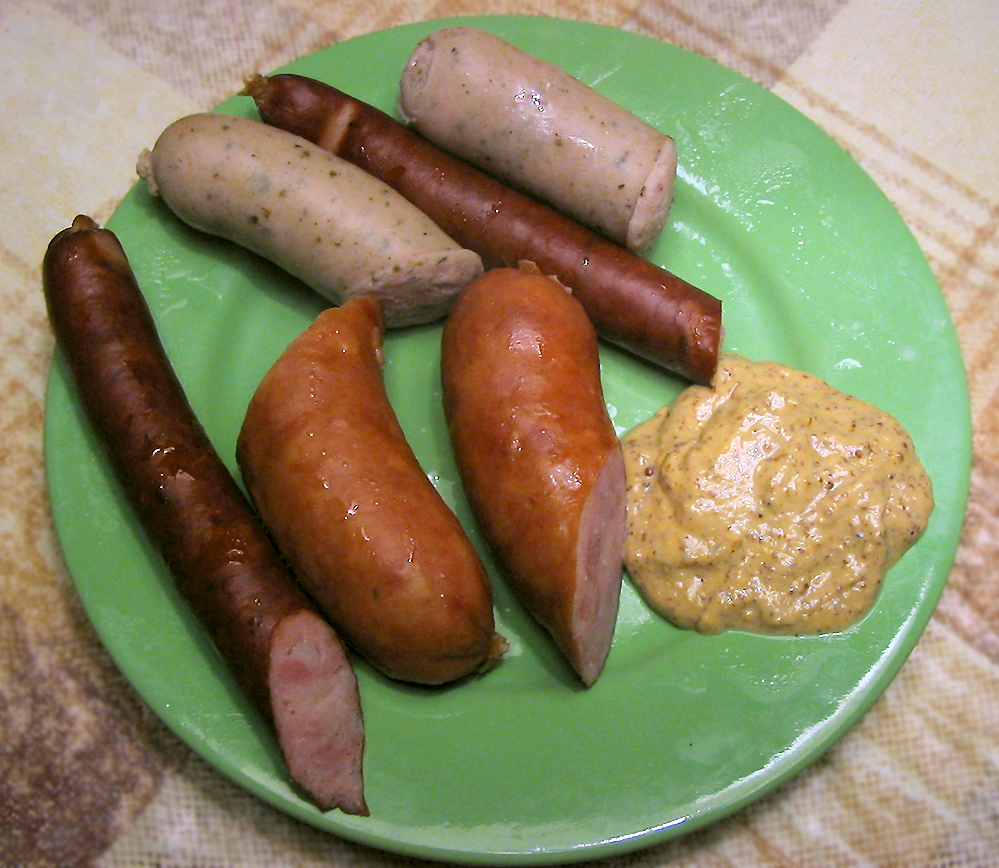
Kiełbasa-fajták. Felülről lefelé: Biała kiełbasa (májas kolbász) Kabanos (többes számban 'Kabanosy'), Wiejska kiełbasa

- pierogi – töltött tészta; prézli nélkül készülő derelye vagy lengyel pirog, különböző töltelékekkel: savanyú káposzta és/vagy gomba, hús, burgonya és/vagy túró, vaníliás túró, áfonya vagy más gyümölcsök – a tetejére tejföl, az édes változatokra pedig cukor is kerülhet
- bigos – lengyel húsos káposzta; a székelykáposztára emlékeztető étel, de savanyú-, illetve fejeskáposzta is van benne
- kotlet schabowy – rántott hús; az osztrák bécsi szeletre emlékeztet, de annál általában vastagabb
- kasza gryczna ze skwarkami – hajdinakása szalonnával és hagymával
- kaczka z jabłkami – kacsasült almával
- sztuka mięsa – hasonló a bécsi tányérhúshoz (Tafelspitz, hegyes fartő)
- golonka – csülök zöldségekkel, tormával tálalják
- gulasz – "gulyás" a magyar pörkölthöz hasonlít, pirospaprika nélkül készítik
- gołąbki – töltött káposzta, rizs és fűszeres darálthús (vagy gomba) káposztalevélbe töltve, tejfölösen vagy paradicsommártással
- placki kartoflane/ziemniaczane – tócsni, burgonya-palacsinta tejföllel felszolgálva
- pyzy – burgonyagombócok, olykor darált hússal vagy túróval töltve
- naleśniki – palacsinta, vagy háromszögbe hajtva vagy hengerformára sodorva, tölthető cukrozott tejfölös túróval, különböző gyümölcsökkel és tejszínhabbal (bita śmietana) vagy felvert tojásfehérjével (bite białka)
- mizeria – karikára vágott uborka tejföllel – azaz a magyar uborkasaláta
- kaszanka – lengyel véres hurka
- pieczeń wołowa w sosie chrzanowym – sült hús tormamártással
- groch z kapusta – sárgaborsós savanyú káposzta
- galaretka z ryby – halkocsonya
- śledzie – sózott vagy ecetes hering
- placki ziemniaczane –tócsni
- buraczki – párolt reszelt cékla, köménnyel
- pączki warszawskie – varsói fánk
- mazurek – lepény különböző töltelékkel

### Desszertek

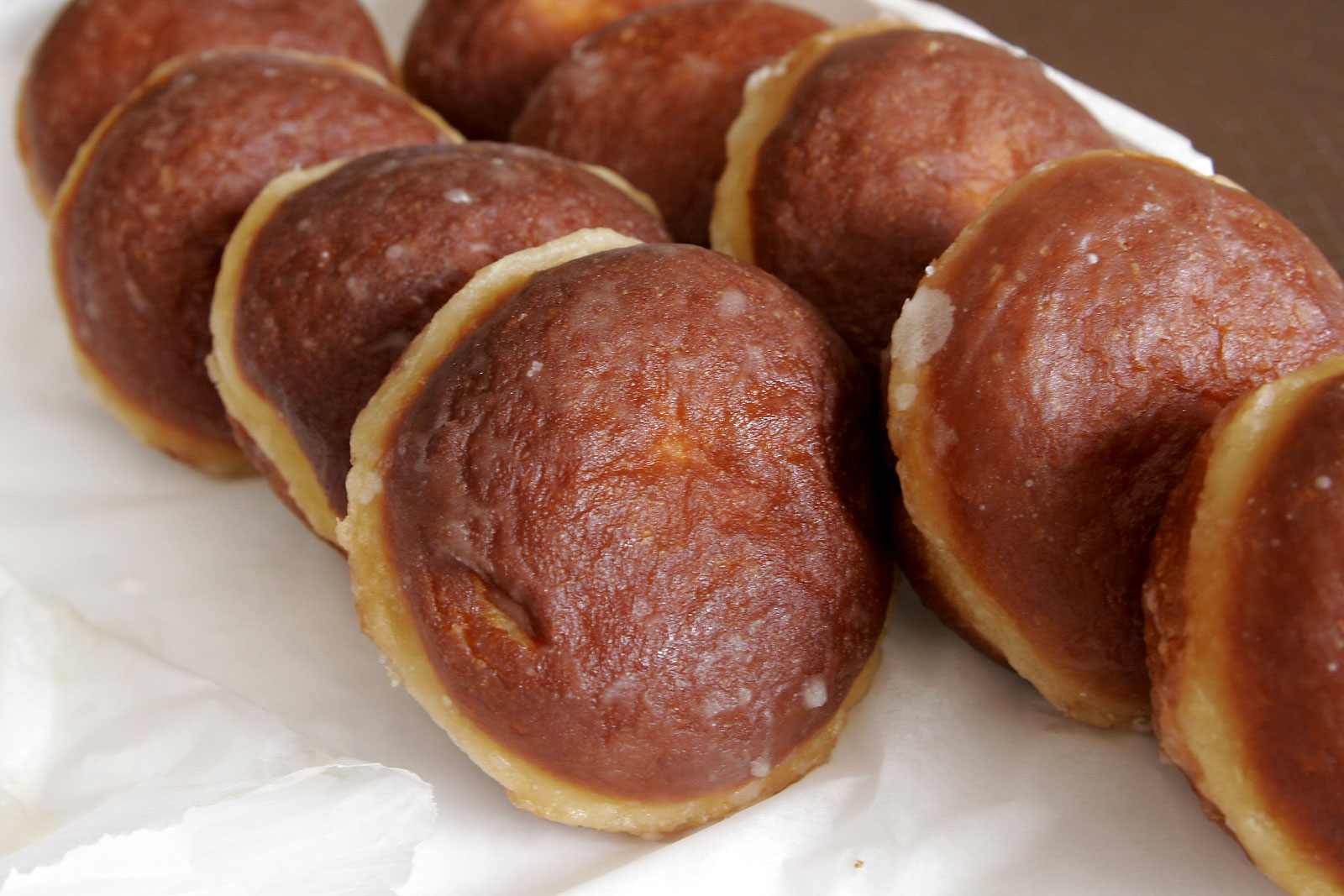
Pączki

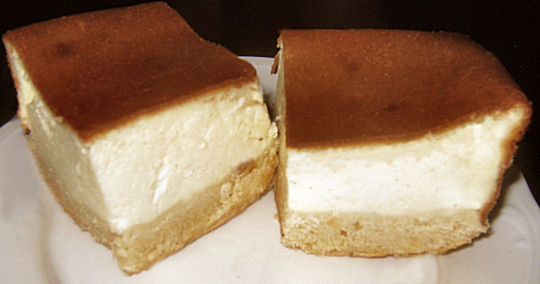
Lengyel túrótorta

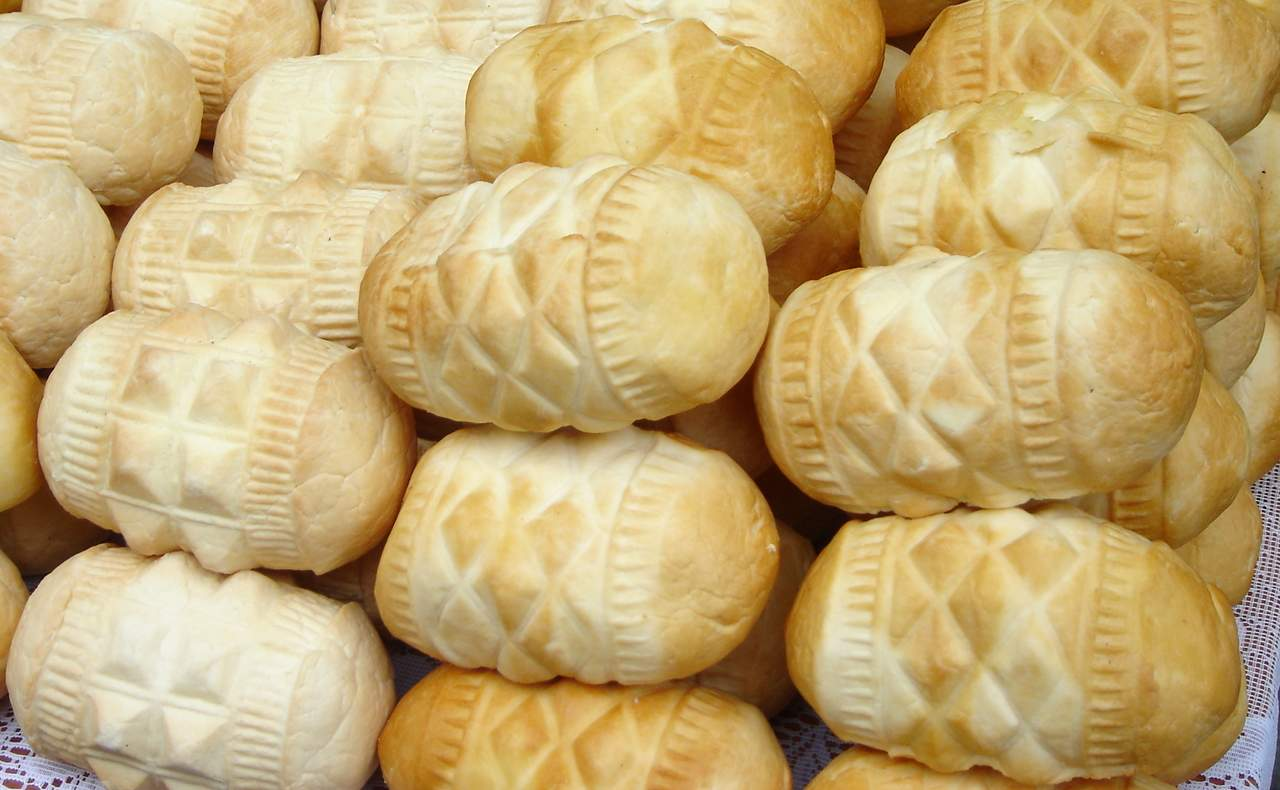
Ostyepka (oscypek)

- kutia – karácsonyi édesség, darált mák gabonával, mézzel és különböző szárított gyümölcsökkel összekeverve
- makowiec – mákos kalács, mákos tekercs, Magyarországon: bejgli
- chałka – kalács
- pączek – lekvárral vagy gyümölccsel töltött fánk
- krówka – tejkaramellből készült cukorka
- kisiel – áttetsző, zselészerű, gyümölcsből és burgonyakeményítőből készült desszert
- budyń – puding
- pierniki – lekvárral töltött vagy gyümölcsízű, csokoládéval bevont teasütemény (mézes)
- Sernik – Sernik (édes túrótorta vagy cheesecake), az egyik legnépszerűbb lengyel desszert. Twarógból (túróból) készítik.
- faworki – lengyel forgácsfánk
- pańska skórka – rágós cukorkaféle, a temetőkben kapható a Zaduszki (halottak napja) idején

### Italok
- miód pitny – mézsör
- podpiwek – alacsony alkoholtartalmú, morzsolt barna kenyérből erjesztett sör
- wino proste – különféle gyümölcskivonatokból és rövid italokból készült italok
- kompot – kompót; alkoholmentes, főzött gyümölcsből készül, cukorral és fűszerekkel (pl. fahéj vagy szegfűszeg) ízesítik. Forrón vagy hidegen is fogyasztható. Szinte bármilyen gyümölcsből elkészíthető, például alma, sárgabarack, körte, eper, meggy vagy egres is szóba jöhet. Egy különleges fajtáját szárított gyümölcsből készítik.
- Wódka – vodka; a lengyelek sokféle vodkát gyártanak és exportálnak, a híresebbek közé tartozik a Chopin vodka, Belvedere vodka, Luksusowa, Wyborowa, Żubrówka. Pablo Picasso egyszer azt mondta: „az elmúlt fél évszázad három legnagyszerűbb dolga a blues, a kubizmus és a lengyel vodka.”

### Gyógyhatású italok
- Syrop z Cebuli – hagymából és cukorból készített köhögéscsillapító szer
- Herbata góralska – alkoholtartalmú tea

## Regionális konyhák
A Lengyelország egyes régióiban népszerű ételek listája:

### Galícia
- prażonki (duszonki)
- proziaki – egy lepényféleség
- strudel jabłkowy – almás rétes
- piszyngier – alkohollal ízesített, töltött, ropogós ostyaszeletekből készülő, általában csokoládéval bevont sütemény

### Kelet-Lengyelország

#### Kresy
- babka żółtkowa – kelt tésztaféleség
- bliny gryczane – lepényféleség (blintze)
- Cepeliny – nagydarab, hússal és majoránnával töltött burgonyagombócok
- chłodnik – aludttejből, zsenge répalevelekből, répából, uborkából és friss kaporból készült hideg leves
- grzyby po żmudzku – gomba, samogitiai (Nyugat-Litvánia) stílusban elkészítve
- kawior z bakłażana – padlizsánból (tojásgyümölcs) készülő „kaviár”
- kreple z lejka -
- kugiel ze skwarkami –
- kutia – karácsonyi édesség, darált mák gabonával, mézzel és különböző szárított gyümölcsökkel összekeverve
- melszpejz zaparzany z jabłek -
- pieczeń wiedźmy -
- ruskie pierogi – az orosz pirog, túróval és burgonyával
- szodo -
- tort ziemniaczany – krumplitorta
- zrazy wołyńskie –
- żeberka wieprzowe po żmudzku -

#### Podlasie
- babka ziemniaczana -
- cebulniaczki -
- chleb biebrzański -
- kartacze – „kartács” – hússal és majoránnával töltött burgonyagombóc
- kiszka ziemniaczana – krumplis kolbász
- okoń smażony, w zalewie octowej – ecetben sütött sügér
- sękacz – piramistorta, sok réteggel
- zucielki -

#### Észak
- szpekucha – sült hagymával és szalonnával töltött gombócok

### Mazóvia(Varsótis beleértve)
- baba warszawska – kelt tésztaféleség
- bułka z pieczarkami – cipócskában felszolgált csiperkegomba-krém (?); amikor nem volt kolbász/virsli a kommunizmus alatt, gombával töltötték a kenyérkéket, és ezt ették hot dog helyett
- flaczki z pulpetami (po warszawsku) – marhából vagy disznóból készült pacalleves, majoránnával
- kawior po żydowsku – „zsidó kaviár” – marha- vagy baromfimáj hagymával és keménytojással
- kugiel – Ostrolekában, burgonya és kockára vágott hús
- pączki – fánk, rózsalekvárral töltve
- pyzy z mięsem – kerek burgonyagombócok hússal töltve
- zrazy wołowe – marhaszeletek mártással
- zrazy wołowe zawijane – kapor, uborka és hagyma vékony marhaszeletekbe csavarva
- zupa grzybowa po kurpiowsku (z gąsek) – a sárgászöld pereszke (Tricholoma equestre) gombából készült gombaleves (ez egy nagy gomba, gabonaszerű ízzel). Alkoholt nem szabad fogyasztani mellé, mert Coprinus-szindrómát okozhat (a koprin az acetaldehid acetáttá való átalakulását gátolja).

### Mazúria
- kartacz – „kartács” – hússal és majoránnával töltött burgonyagombóc
- sękacz – piramistorta, sok réteggel

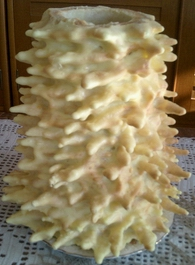
Sękacz

### Pomeránia
- pierniki – lekvárral töltött vagy gyümölcsízű, csokoládéval bevont teasütemény

### Szilézia
- kluski śląskie (kb. „sziléziai tészta”) – kerek burgonyagombócok mártással – burgonyapüréből, tojásból és burgonyalisztből
- knysza
- krupniok – kásából és vérből készült kolbász
- makiełki, moczka vagy makówki – hagyományos karácsonyi étel, mákos tészta (a mákot még az előző nap leforrázzák, átdarálják, mézzel, mazsolával, dióval, narancshéjjal gazdagítják)
- rolada z modrą kapustą – töltött hústekercs vörös káposztával, hagyományosan kluski śląskie-vel fogyasztják,
- siemieniotka – hajdinaleves, hagyományos karácsonyi étel
- wodzionka or brołtzupa (ném. brot – kenyér, lengy. zupa – leves) – fokhagymás burgonyaleves
- żymlok – a krupniokhoz hasonló kolbász, de kása helyett zsömlét használnak hozzá

### Tátra
- kwaśnica – húsos és savanyúkáposzta-leves
- śliwowica łącka – Łącko község különböző falvaiban készült szilvapárlat, melyet hígítás nélkül (70% fölötti alkoholtartalommal), házilag palackoznak.
- ostyepka – kemény, sós, füstölt juhsajtféleség pasztörizálatlan juhtejből

### Nagy-Lengyelország
- gzik (gzika) – juhsajt hagymával és/vagy snidlinggel
- kluchy z łacha -
- kaczka z pyzami i modrą kapustą – kacsasült vörös káposztával és (?) tekerccsel
- pyry z gzikiem – főtt vagy héjában főtt burgonya gzik-kel és vajjal
- rogale świętomarcińskie – mákkal, mandulával, egyéb magvakkal, mazsolával töltött croissant, hagyományosan november 11-én, Szent Martin napján fogyasztják
- plendze – krumplis lepény cukorral felszolgálva

## Fordítás
- Ez a szócikk részben vagy egészben a  Polish cuisine című angol Wikipédia-szócikk ezen változatának fordításán alapul.  Az eredeti cikk szerkesztőit annak laptörténete sorolja fel. Ez a jelzés csupán a megfogalmazás eredetét és a szerzői jogokat jelzi, nem szolgál a cikkben szereplő információk forrásmegjelöléseként.